# Boagrius qiong
Espèce
Boagrius qiong est une espèce d'araignées aranéomorphes de la famille des Hersiliidae.

## Distribution
Cette espèce se rencontre en Chine à Hainan et au Japon dans l'archipel Ogasawara.

## Description
Le mâle holotype mesure 2,55 mm.
Le mâle décrit par  en mesure 3,01 mm.

## Systématique et taxinomie
Cette espèce a été décrite par Lin et Li en 2022.

## Publication originale
- Lin, Tang & Li, 2022 : « First record of the genus Boagrius Simon, 1893 from China (Araneae, Palpimanidae). » Acta Arachnologica Sinica, vol. 31, no 1, p. 27-31.